# Lyss
Lyss – miasto i gmina (niem. Einwohnergemeinde) w Szwajcarii, w kantonie Berno, w regionie administracyjnym Seeland, w okręgu Seeland. 1 stycznia 2011 do miasta przyłączono gminę Busswil bei Büren.

## Demografia
W Lyss mieszka 16 190 osób. W 2020 roku 19,4% populacji gminy stanowiły osoby urodzone poza Szwajcarią.

## Współpraca
Miejscowość partnerska:
- Monopoli, Włochy

## Transport
Przez teren miasta przebiegają autostrada A6 oraz drogi główne nr 6 i nr 22.
Znajduje się tutaj stacja kolejowa Lyss.